# Zuzu Cavaquinho
Zuzu Cavaquinho (Rio de Janeiro, c. 1845 – Rio de Janeiro, c. 1905) foi um cavaquinista brasileiro. Foi um dos instrumentistas que participaram da implantação do choro nos últimos 1920 anos do Império, no Rio de Janeiro.

## Biografia
Zuzu passou pela Casa de Detenção do Rio de Janeiro, onde foi entrevistado por João do Rio, durante coleta de poemas originalmente compostos para serem cantados. Momento em que João do Rio caracaterizou Zuzu Cavaquinho e outros detentos como “trovadores simples, cançonetístas ocasionais”, poetas de rua. Nas palavras do jornalista:
No Olimpo das serenatas do tempo, percebemos neste momento desfilar espectralmente, orvalhados dos relentos daquelas noites, vultos de transcendente nomeada, excelentes rapazes que passaram neste mundo para deixar lampejos fugazes e duradouras recordações. E foram eles pelo  crisma popular conhecidos por Zuzu Cavaquinho, Lulu do Saco, Manezinho da Cadeia Nova ou Manezinho da Guitarra, Zé Menino, Vieira Barbeiro, ainda o Caladinho, o lnácio Ferreira, o Clementino Lisboa, o Rangel, o Saturnino, o Luisinho, Domingos dos Reis, que lá desceram para os túmulos, que ora volteio, agitando os ciprestes que os resguardam sob o céu sem eco das necrópoles.
A prisão de Zuzu Cavaquinho aconteceu no contexto da Revolta da Vacina, quando as autoridades prendiam qualquer pessoa maltrapilha, que não tivesse emprego fixo ou endereço, e mesmo os que eram considerados vagabundos. O Jornal do Commercio publicou uma lista dos nomes dos presos durante a revolta, constando o nome de Zuzu Cavaquinho. Ao todo, foram quase duas mil pessoas detidas nesse período.